# Lomo saltado

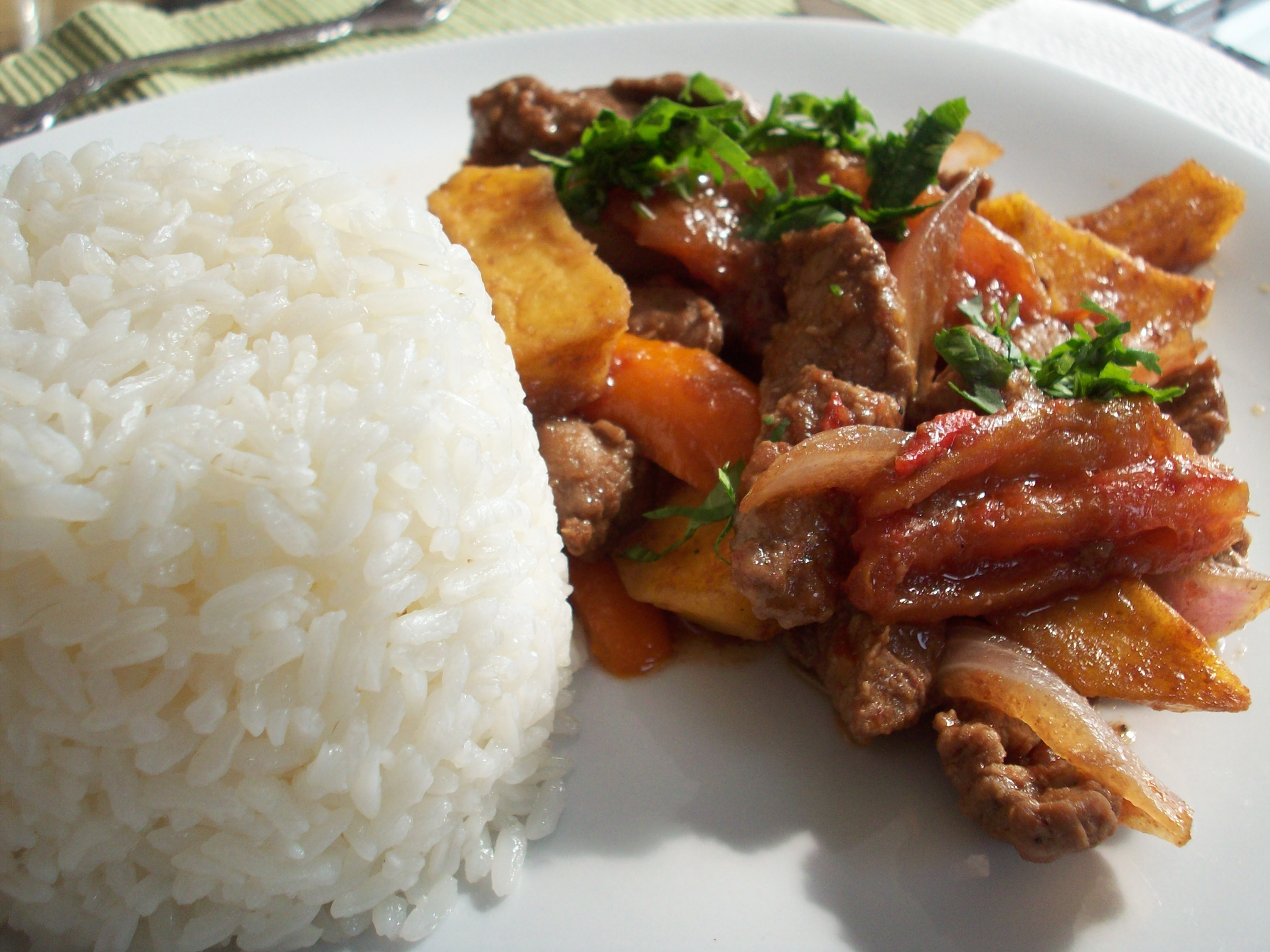
Lomo Saltado

Lomo saltado is een Peruaans vleesgerecht. Het bevat reepjes biefstuk, in een saus van azijn, sojasaus en chilipeper. Verder bevat het gerecht gebakken aardappels, uien, tomaten en soms paprika. Het wordt traditioneel geserveerd met witte rijst..

## Bron
1. ↑  Peruaans Lomo Saltado recept